# Bispeengkredsen
Bispeengkredsen var i 1920-2006 en opstillingskreds i Østre Storkreds. Kredsen blev nedlagt i 2007. Kredsen er blevet splittet op og fordelt på tre opstillingskredse i Københavns Storkreds. Afstemningsområderne: 12. Bispeeng og 12. Syd, indgår fremover i den nye Nørrebro-kreds. Afstemningsområdet: 12. Nord, er blevet delt langs Borups Allé, så den nordøstlige del indgår i den nye Utterslev-kreds. Den sydvestlige del overføres sammen med afstemningsområdet: 12. Vest, til den nye Brønshøj-kreds.
Den 8. februar 2005 var der 26.915 stemmeberettigede vælgere i kredsen.
Kredsen rummede i 2005 flg. kommuner og valgsteder:
- Del af Københavns Kommune
  - 15. Bispeeng
  - 15. Nord
  - 15. Syd
  - 15. Vest